# 無可奈何 追夢人
「無可奈何 追夢人」（しょうがない 夢追い人）是日本的女子偶像組合早安少女組。的第39张单曲。2009年5月13日由zetima发售。

## 概要
- 「無可奈何 追夢人」的B面曲「3.2.1 BREAKIN'OUT!」是「Anime Expo 2009」的主題曲。
- 此單曲有3個版本，分別有「初回生産限定盤A」、「初回生産限定盤B」和「CD ONLY」。「初回生産限定盤」收錄了「無可奈何 追夢人」的PV。
- 在5月25日於公信榜单曲週排行榜取得第1位，是八期成員光井愛佳、純純和琳琳加入後首張銷量排名第一的單曲，亦成為早安少女組。出道以來第11張公信榜每周銷量排名第一的單曲。[1]

## 收錄内容

### CD（初回生産限定盤, CD ONLY）
CD
1. 無可奈何 追夢人
（作詞・作曲：淳君 編曲：平田祥一郎）
2. 3.2.1 BREAKIN'OUT!
（作詞・作曲：淳君  編曲：田中直）
3. 無可奈何 追夢人(Instrumental)

### DVD（初回生産限定盤A）
1. 無可奈何 追夢人（Dance Shot Ver.）

### DVD（初回生産限定盤B）
1. 無可奈何 追夢人（Close-up Ver. ）

1. ↑  . oricon. 2009-05-09  [2025-04-15] （日语）.